# 大众捷达
福斯捷达（英語：Volkswagen Jetta）是由德国大众汽车生产的一款汽车。自1979年第一代发布以来，到2011年已先后历经六代。一如该公司以风名命名汽车的传统，Jetta一名来自大西洋的高速气流（Jet Stream）。根据车型及生产地域的不同，此车又被称作Atlantic、City Jetta、 Fox、 Vento、Bora（宝来）、或Sagitar（速腾）。捷达事实上是福士公司另一款紧凑型小轿车系列高尔夫的三厢型轿车版。
最早，福士公司认识到北美消费者相对于高尔夫的两厢式外形更倾向于带有后备箱的小轿车，从而开始了对新车型的研制。比起高尔夫，捷达拥有更宽大的空间和精细的内饰，但价格也相对较高。投放北美市场后，捷达的销售表现十分优异，成为最畅销的欧洲车型。到2005年，捷达全球累计销量达660万辆，其中仅北美市场就高达220万辆。随着技术的更新换代，捷达的尺寸与动力性能亦有加大和提升。同时并相继衍生出各种变体，包括两开门型和家用旅行车。

## 第一代（1979）

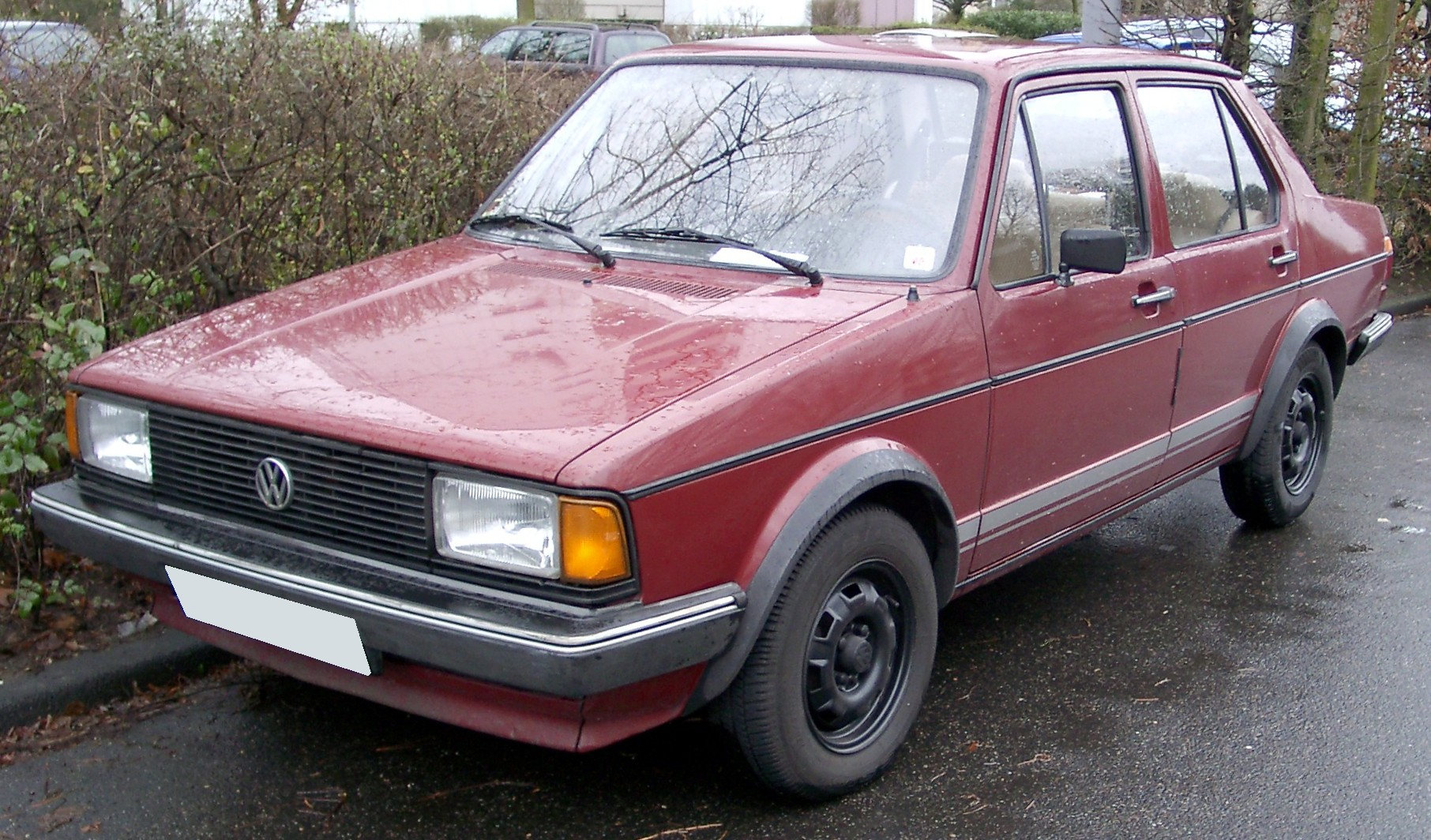
首代捷达，德國版

由意大利设计师Giorgetto Giugiaro设计外形，第一代捷达于1979年在法兰克福汽车展亮相。同年9月开始在沃尔夫斯堡的福士汽车工厂投入生产。在墨西哥和波斯尼亚也有大众的合资企业生产同型轿车，其中墨西哥的版本被称作Atlantic。福士曾计划在美国密歇根州建立一个工厂来生此型汽车，但后来因为北美销量下滑而不得不中止。
发动机排气量从1.1L到1.8L不等。点火装置采用化油器或燃料喷射装置。此外亦有1.6L柴油发动机版。

## 第二代（1984）

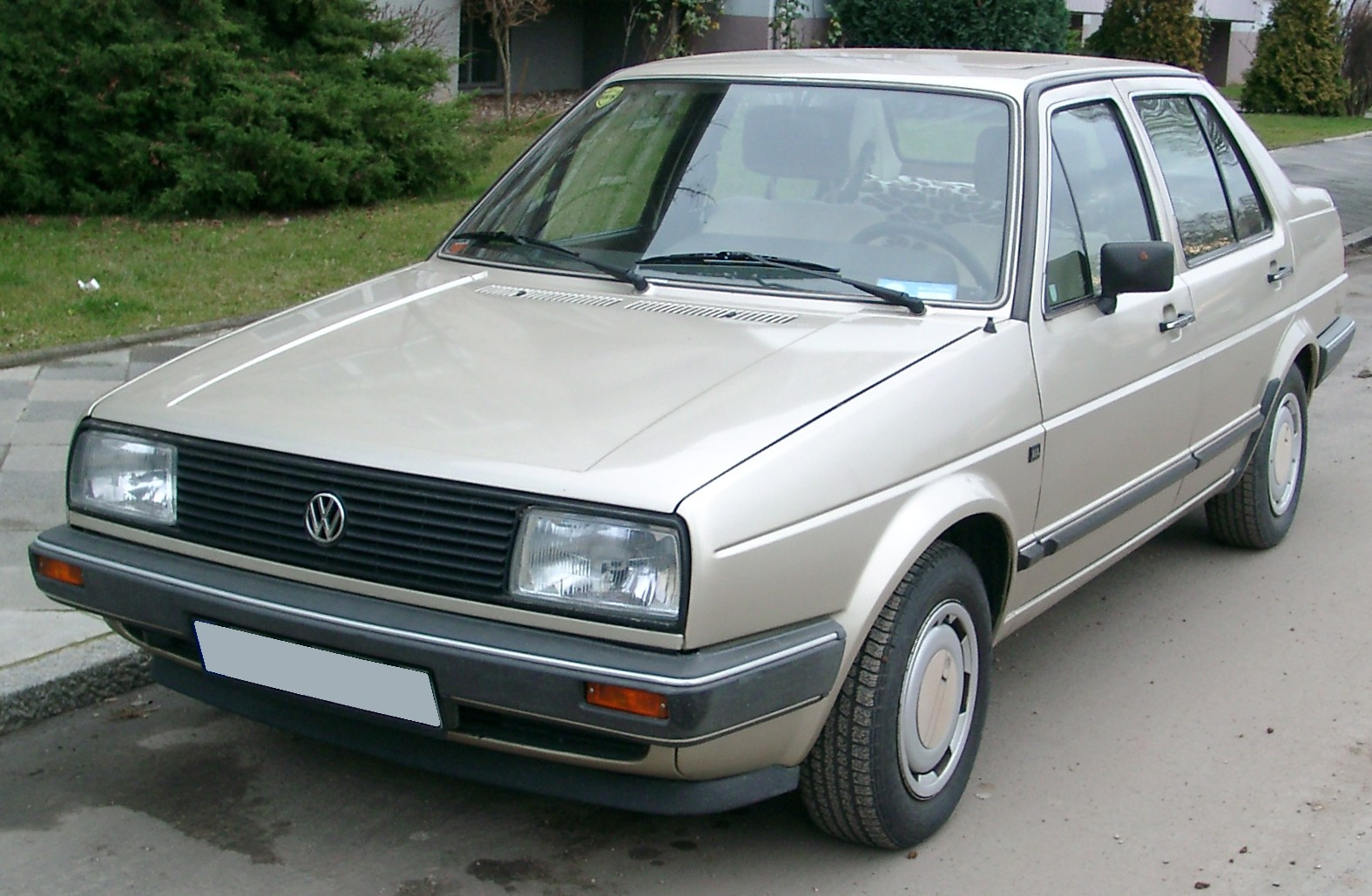
捷达二代，1985年

第二代捷达是到目前为止在市场上持续时间最长的一代。1984年在欧洲开始销售，次年进入北美。第二代捷达以第二代高尔夫为平台，但无论在外形还是重量上都超出后者。内部空间较前一代也有较大增加。但悬挂系统基本未作改变。
福士在沃尔夫斯堡的一个新工厂负责最初的生产。生产线大量引入了机器人作业，保证了质量的一贯性。1988年起开始装备电子喷火装置以逐步取代化油器。
1991年福士在中國的合资企业一汽大众（与一汽集团合资）开始生产此款车型。生产由最初的完全原件组装（1991）、半组装（1992）最终发展为完全本地生产（1995）。一汽大众此后因应技术革新对该款车于1997年和2004年分别进行了两次重大改进。2007年，出于旺盛的市场需求和独立于福士进行研发的目的，一汽集团在四川成都建立了工厂继续生产2004款的第二代捷达。
除中国外，福士还在墨西哥、南非、尼日利亚、波斯尼亚等地生产此车。

## 第三代（1992）

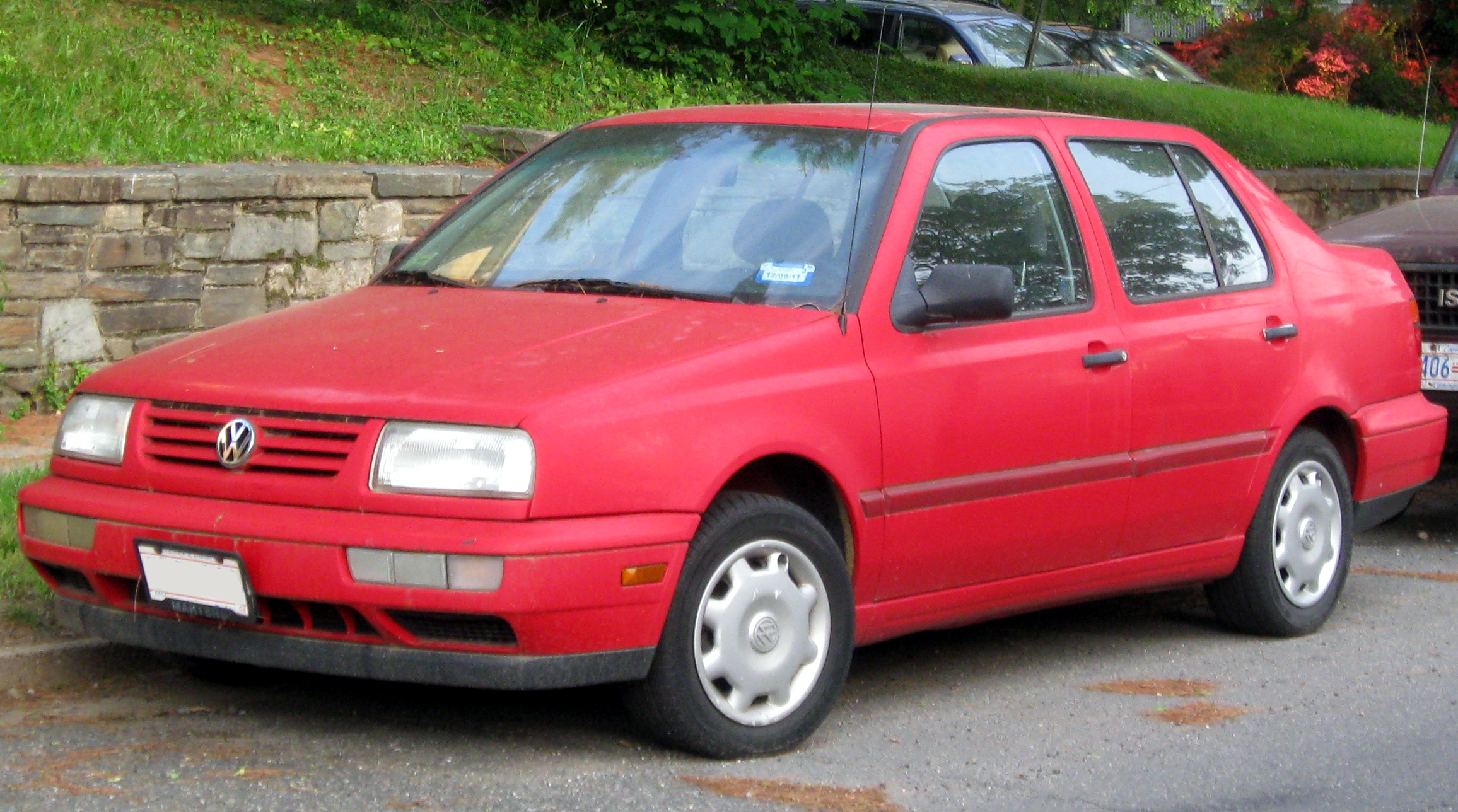
捷达三代，1995年

第三代捷达在欧洲市场被赋予了新名字：Vento（意大利语“风”），以期吸引更多的年轻消费者。不过该车于1993年登陆北美时还是保留了捷达的原名。
这一代捷达在外形上趋于流线型，改善了空气阻力。悬挂系统有了一定程度的进化。比起前代采用了更多对环境友好的技术，包括使用可回收塑料、不含重金属的油漆以及装备无氟空调。
这一代捷达未在中国生产和销售。但少量通过特殊渠道进入中国。1997年一汽大众推出的“捷达王”型是基于第二代的改良版，但前脸延续了第三代。

## 第四代（1998）

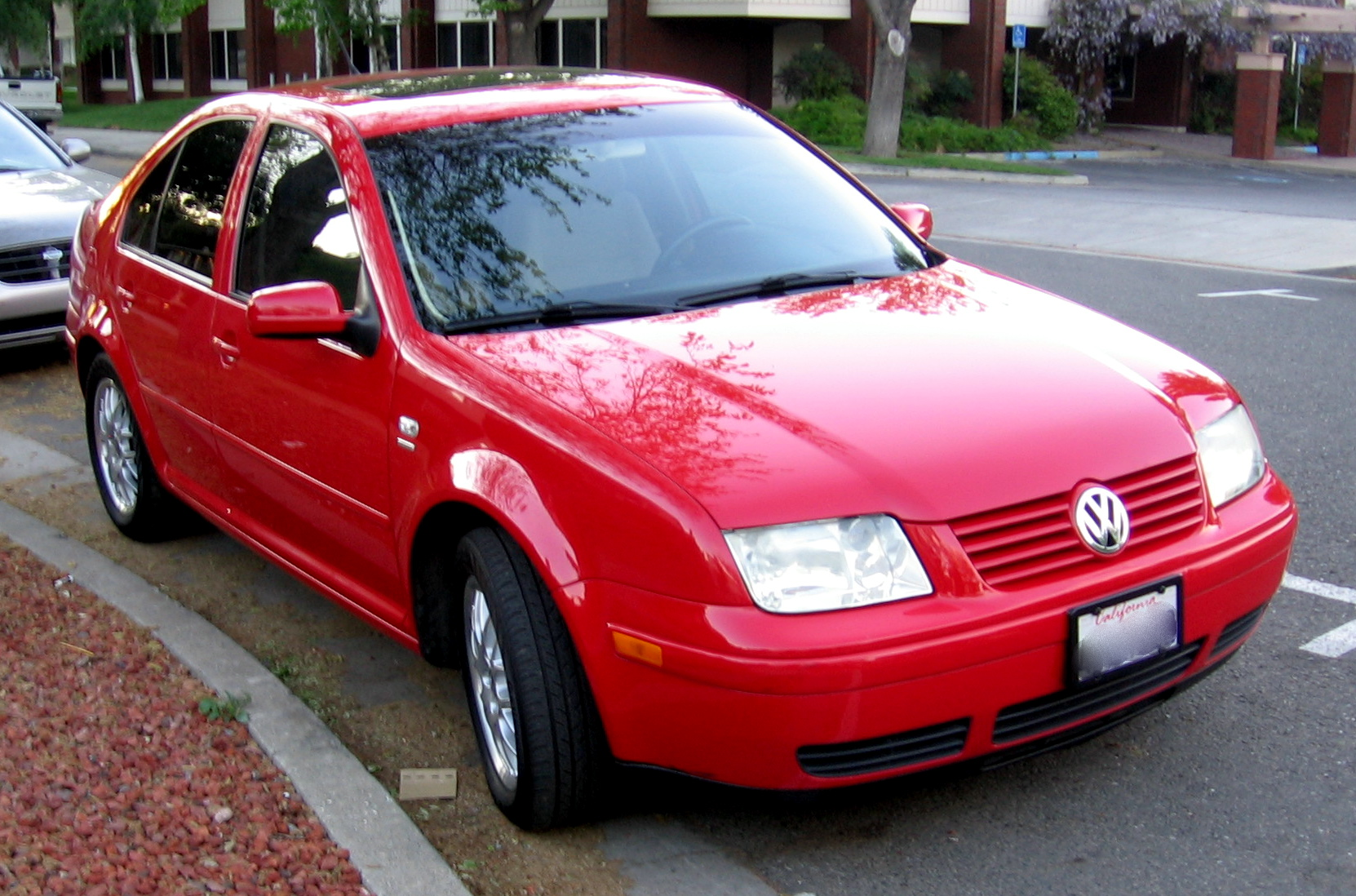
捷达四代，北美版

第四代捷达在欧洲被命名为Bora(宝来，一种在亚得里亚海岸及部分东欧地区所刮的冬季间歇风），中国则命名为Bora Classic（宝来经典，在2010年前也叫Bora）,在美國仍名為Jetta，于1998年上市。此款车在外形上更加流线化，与之前上市的第四代福士帕萨特有一定相仿之处。
这一代捷达首次装备福士研发的自动空调系统。
此车内饰考究，得到了普遍赞誉；但也因为后排座位空间不足而受到批评，銷量不如預期，因此下一代Bora車名又改回Jetta，而中国大陆则彻底将Bora与Jetta分成两个车型。

## 第五代（2005）

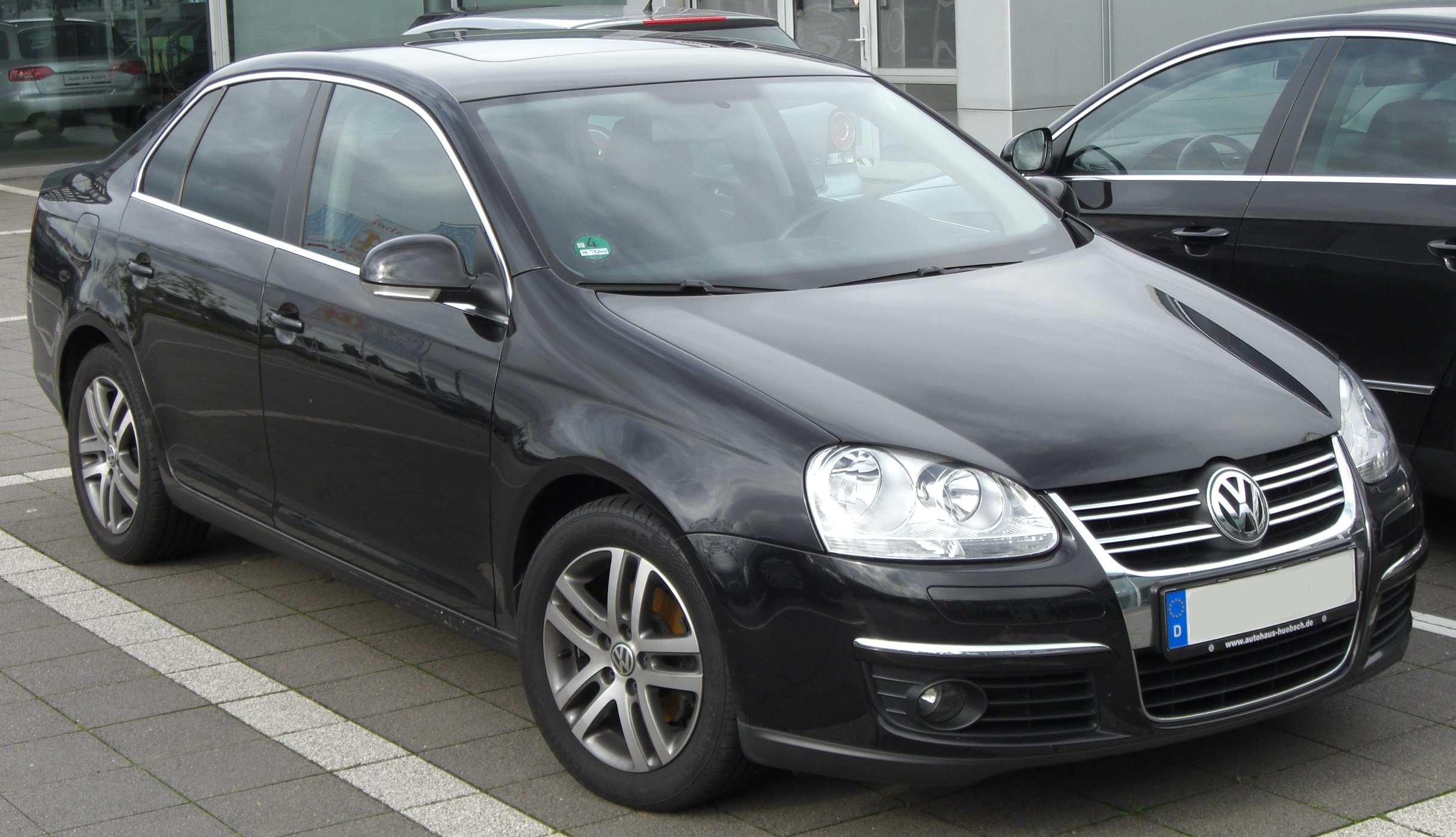
捷达五代，德国版

第五代捷达于2005年洛杉矶汽车展首次发布，并首次先于欧洲在美国发售。福士投资8亿美元升级其在墨西哥的工厂来生产此型轿车。墨西哥工厂不但负责生产整车，也提供整车零部件给福士在中国和非洲的合资分厂以进行现地组装。这一代捷达命名的地区性差异很大。在美国和欧洲仍然使用“捷达”一名，但在中南美洲称作Vento，在墨西哥称作Bora，而于中国则称做Sagitar（速腾）。
在技术上，这一款捷达引入了独立后方悬挂，与福特公司的Focus（福克斯）型轿车类似。在生产过程中使用了大量高强度钢材，激光焊接的比例最多高达35%。由于使用了可吸收冲击力的保险杠，可有效减少轻微碰撞带来的人身伤害。新的电子稳定系统（ESP）则可更有效地防止车辆在摩擦系数小的路面转弯/变线时侧滑。电气系统得到重新设计，各电子设备控制模块（包括收音机）使用一个网络总线来传递信号。
在美国，第五代捷达还提供一款排量为2.5L的版本。
此代还曾在巴西、俄罗斯和日本销售。

## 第六代（2011）

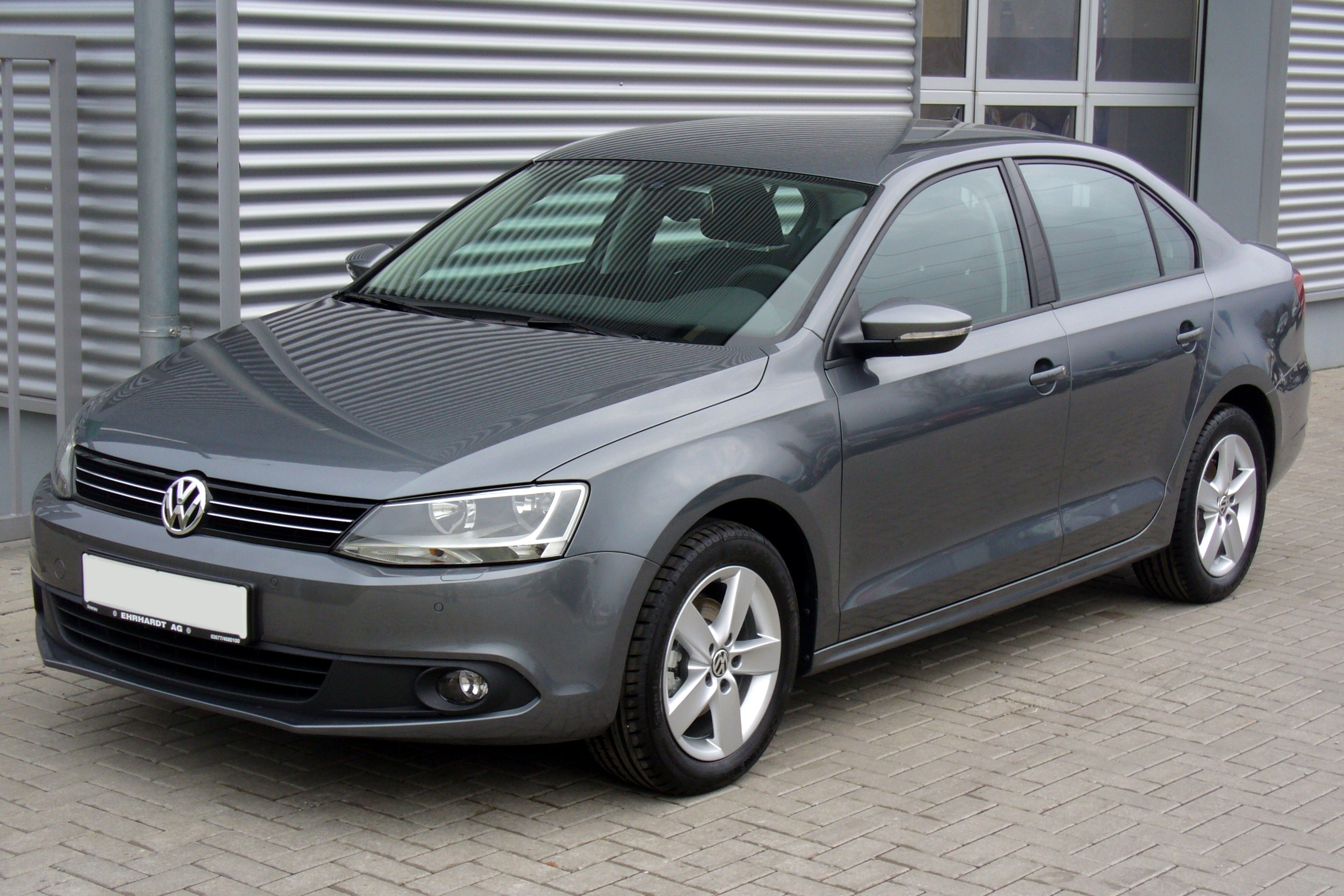
捷达六代，德国版

第六代大众捷达，也被称之为NCS（New Compact Sedan），在2011年9月于法兰克福车展上正式亮相。第六代捷达和原型车第六代高尔夫不是太相似，主要改变在于捷达增加了轴距和车身长度，使得车内空间有所增加。此外，北美版和中国版与欧洲版相比还有更多差别，例如将原本高尔夫上的多连杆独立后悬挂改为普通的扭力梁后悬挂，取消了车门密封条等很多舒适措施。由于中国版的车身还有额外的加长，导致前门后缘上多出了一个不自然的尖角，有用户担心这个设计可能导致使用者或行人受伤。第六代捷达依然保持了很高的制造工艺，尽管有人表示它相比前一代有了明显的下降。有人认为大众将捷达的主要竞争对手降低为丰田卡罗拉等低价紧凑型车是这一代捷达降低标准的主要原因。大众为捷达MK6提供了1.2T,1.4T和2.0T的汽油发动机以及1.6L和2.0L两种柴油发动机。中国版多增加了1.6L自然吸气汽油机和1.8T涡轮增压汽油机的选项。在北美则只提供2.5L自然吸气汽油机和2.0T增压汽油机两种。
在中国，第六代捷达以新速腾(New Sagitar)的名称上市，并继续由一汽大众生产。由于相比前一代很大的简配和超出心理底线的售价，2012年3月7日新速腾正式上市时在网络社区上引起了强烈的不满。
由于在2014年起发生了多个早期版新速腾的后扭力梁悬架断裂案例。在国家质检总局的调查介入下，一汽大众宣布2015年2月2日起，召回国产新速腾和进口甲壳虫车型。而另一方面，大众集团发言人表示，中国所发生的后悬架断裂事件，均是由于后悬架在之前受到过撞击、比如追尾等事故后，没有及时维修而造成，并非设计缺陷。
此次召回车辆涉及速腾563605辆，甲壳虫17485辆，解决方法是在后悬架在后轴纵臂上安装金属衬板。在其提交的技术材料中，大众汽车公司声称金属衬板会使悬架的临界纵向负荷增加，如后轴纵臂发生断裂，金属衬板可以保证车辆的行驶稳定性，并会发出持续的警示性噪音。而正是这个衬板，让本来可以平息的消费者怒火再一次爆发。
随后在2015年的一次小改款后，一汽大众重新开始为速腾装配四连杆独立后悬挂。

## 第七代（2019-2020）
2019年上市的全新一代速腾采用大众集团MQB平台制造，与全球版Jetta相比，尺寸加大到4753(4757,仅限R-Line版)/1800/1462毫米，轴距加长到2731毫米，又称为速腾長軸。
全新一代速腾与全球版Jetta相比，后悬架由扭力梁式非独立悬架增配为多连杆式独立悬架。此举被认为是一汽大众为摆脱当年速腾减配后悬架断轴事件阴影主动采取的挽回消费者信心的措施。

## 第二代（中国版）

### 捷达伙伴（2004）

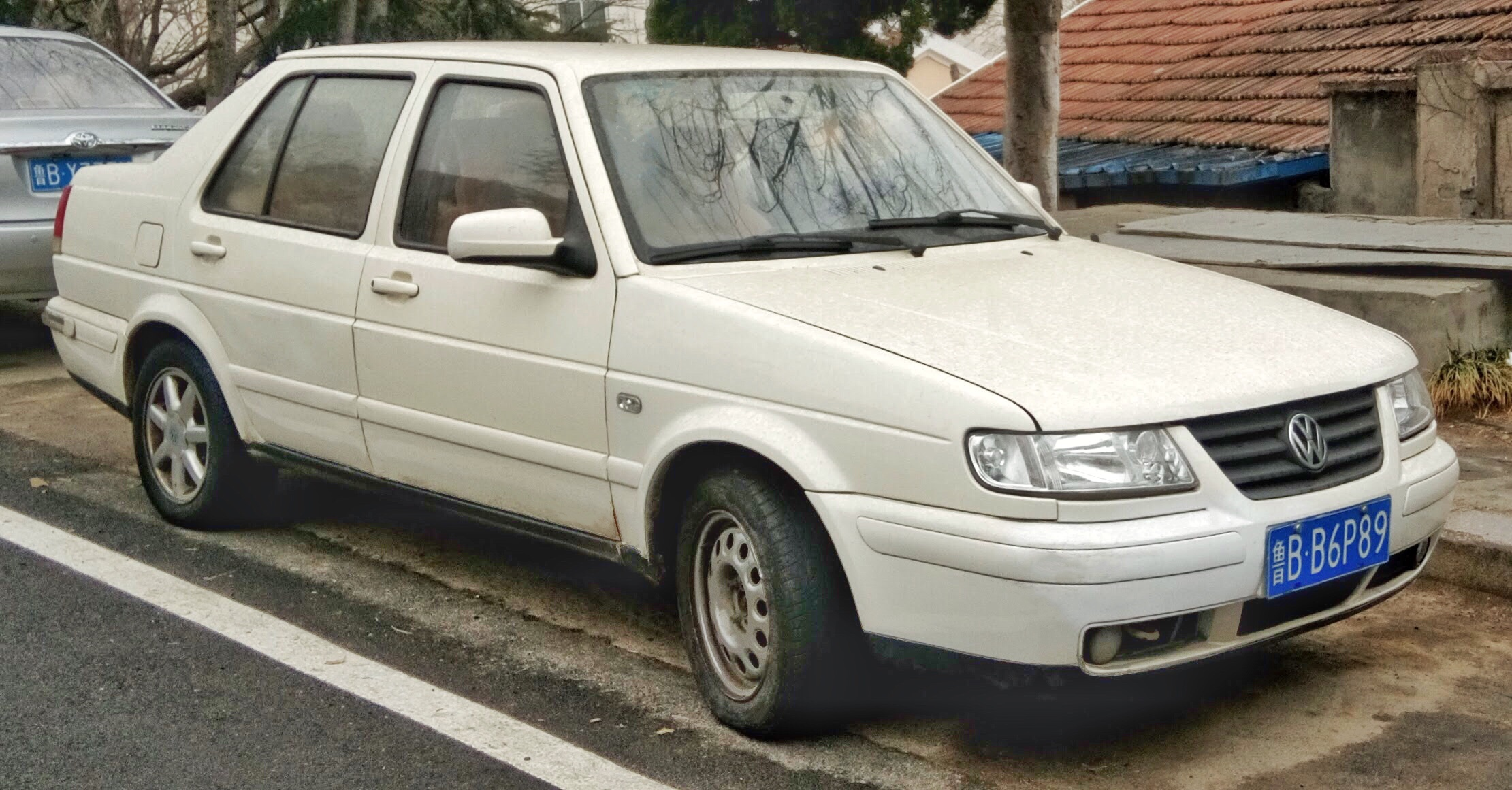

2004年，捷达再次进行了较大改款，取名捷达伙伴，亦成為中国单一车型的销量冠军。

### 新捷达（2010）

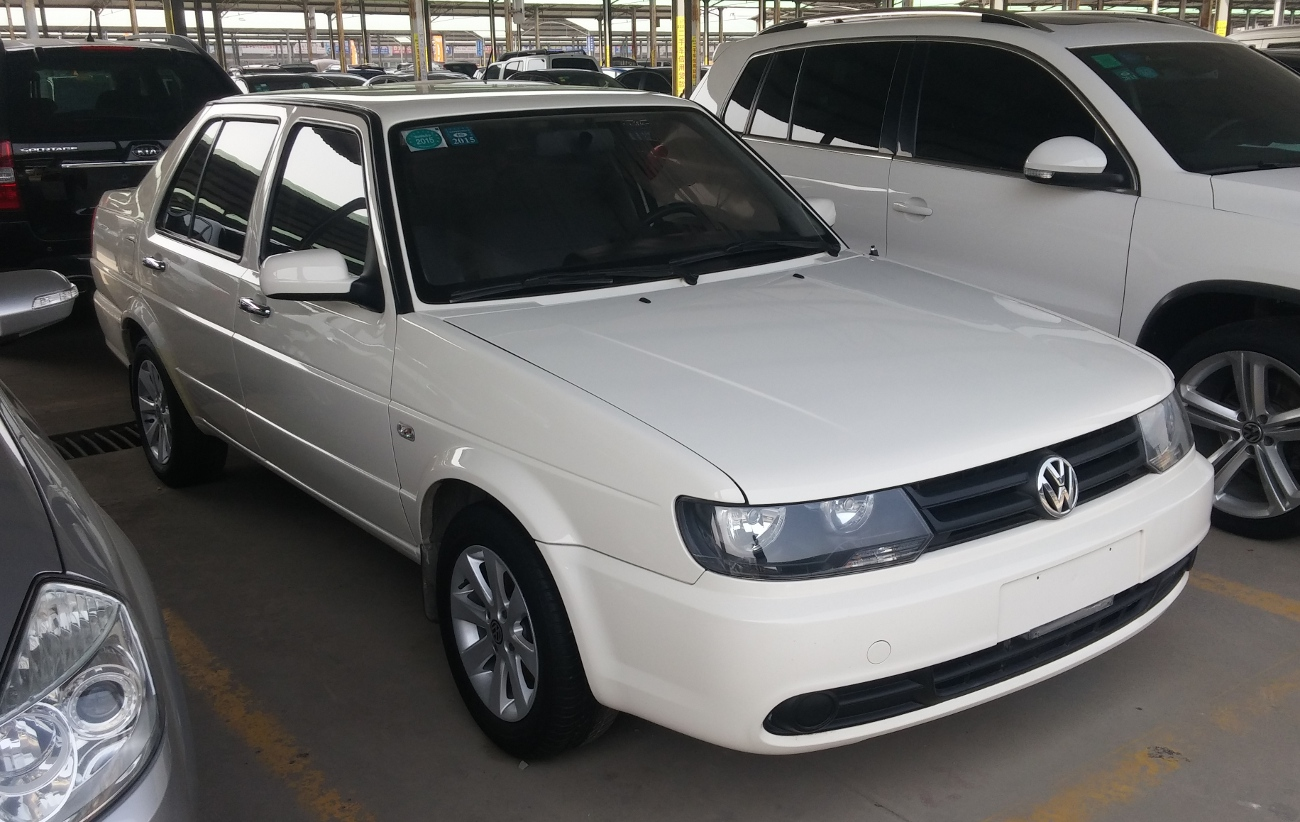

2011年，捷达又对外观进行了改款，直接采用了最新的家族脸谱。

## 第六代（中国版）（2012）

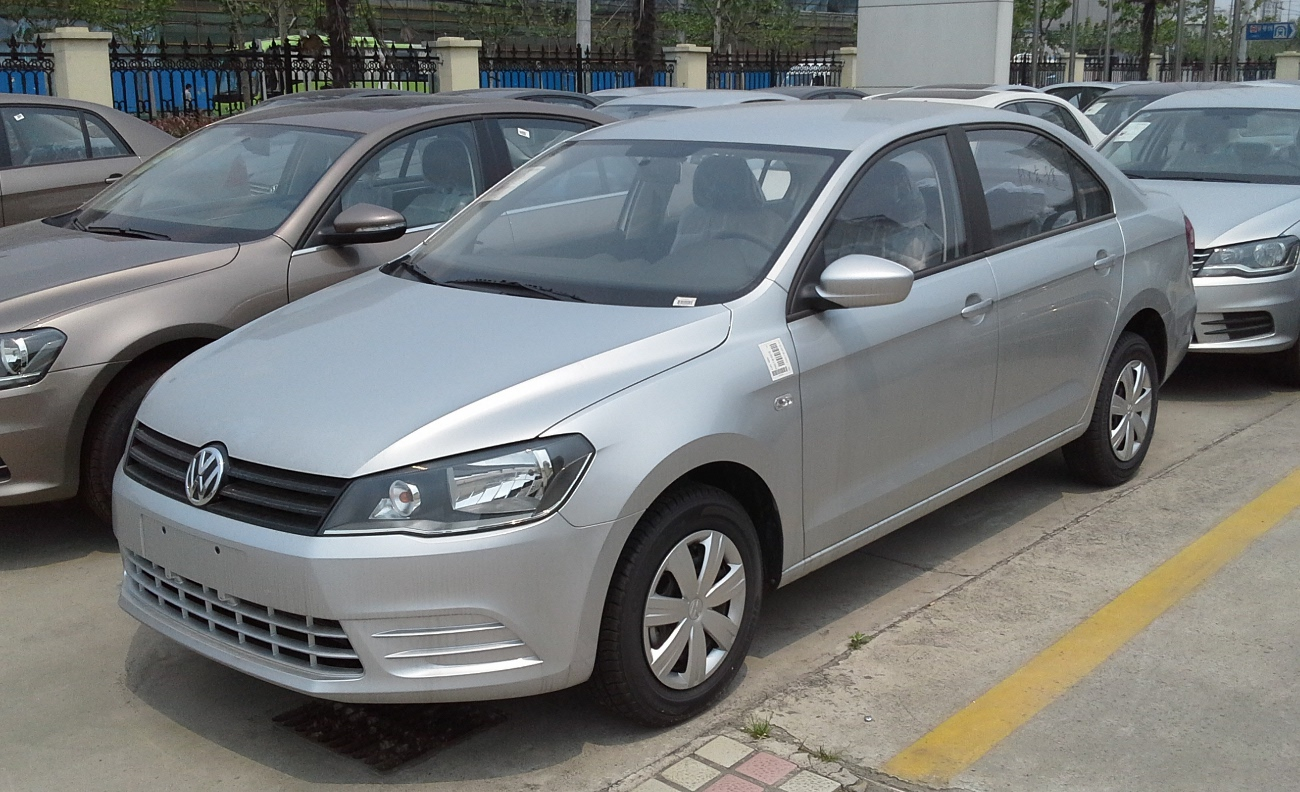

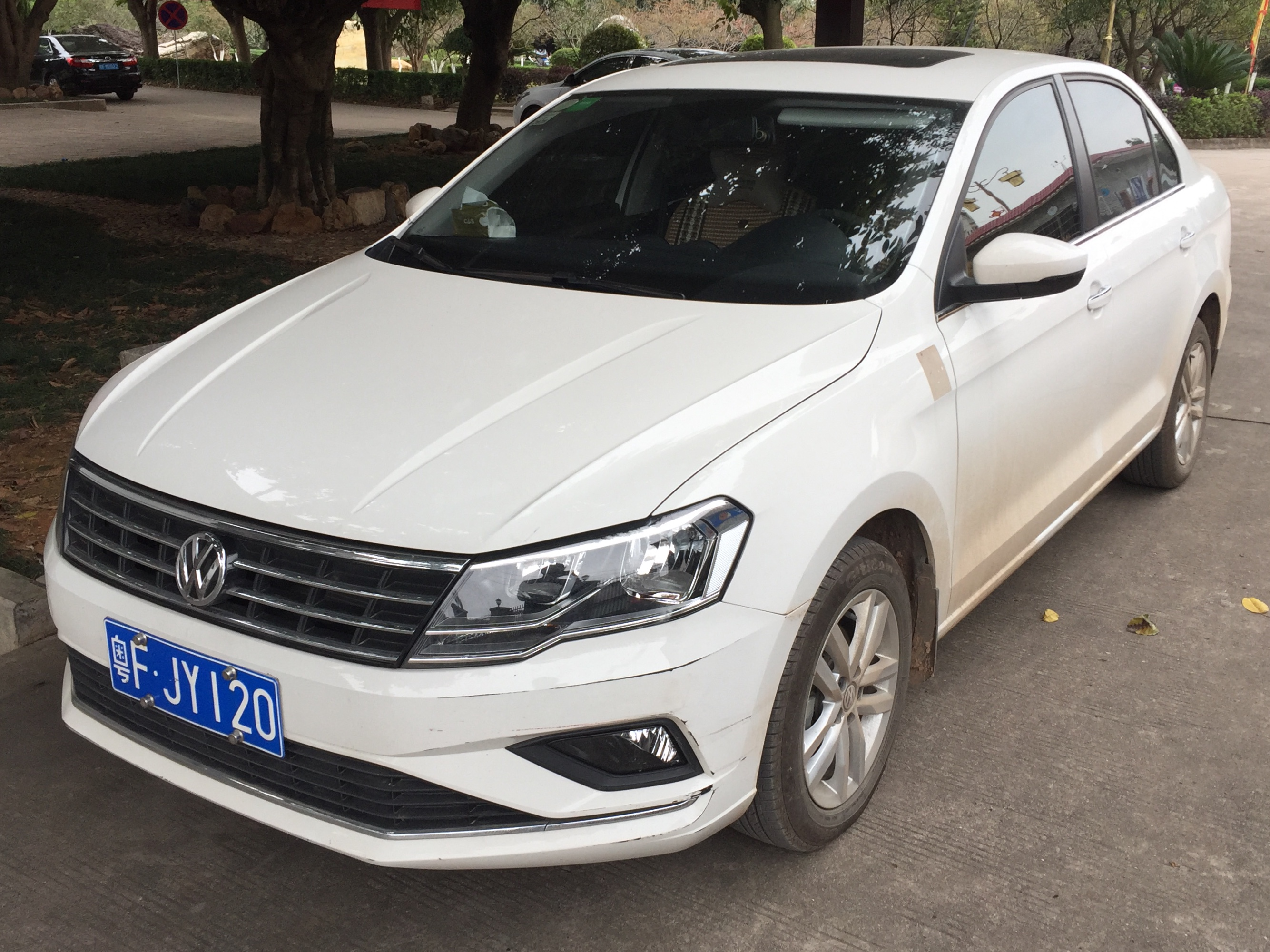
小改款

2012年，基于PQ25+平台打造的新捷达正式问世。此次换代横跨三代平台，在合资国产车里是空前的壮举。全新捷达的内饰年轻化，做工大幅度提升。配上紧跟潮流，增加了AUX、USB音频接口、中控液晶显示屏等。总体进步十分明显。
但本质已经和上代车型除了名字以外就没有了其他任何关联。